# Unificarea Bulgariei

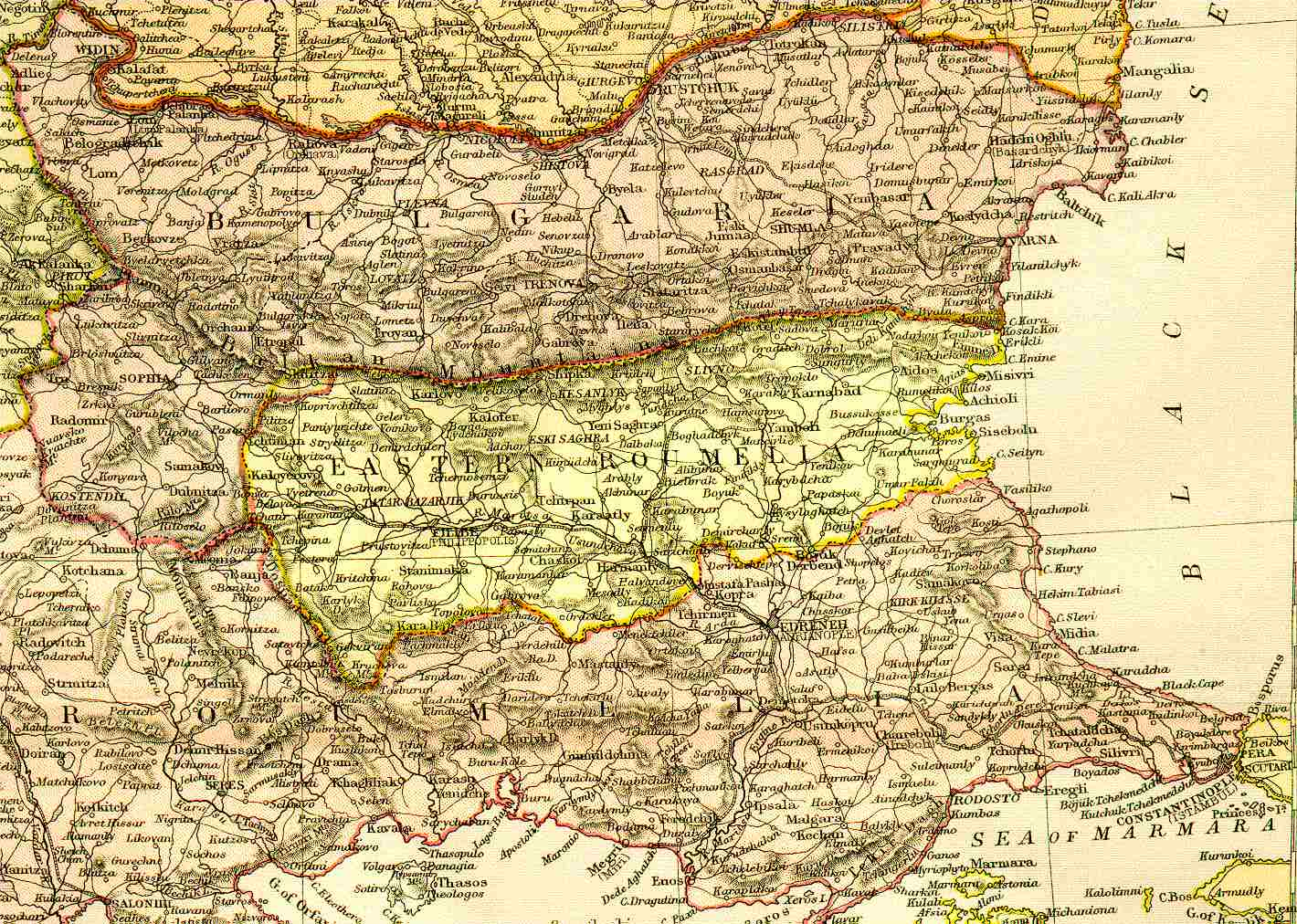
Bulgaria și Rumelia Orientală între 1878-1885

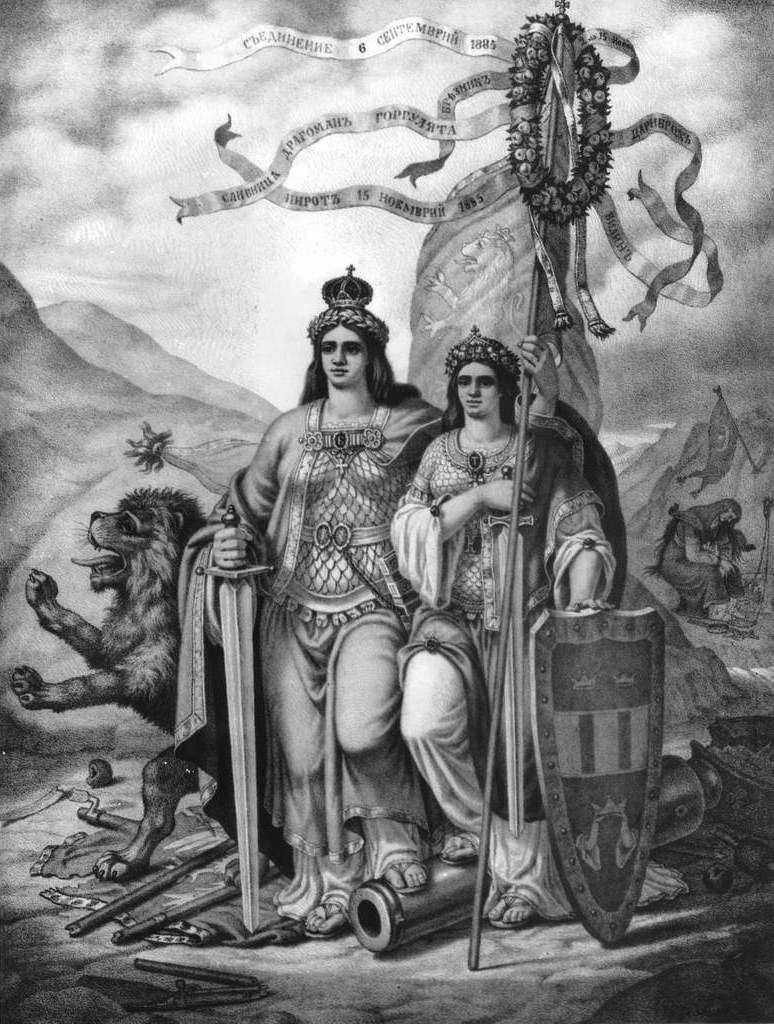
Bulgaria unită — litografie de N. Pavlovici (1835-1894)

Unificarea Bulgariei (în bulgară Съединение на България, transliterat: Săedinenie na Bălgaria) a fost actul prin care Principatul Bulgariei s-a unit cu provincia Rumelia Orientală (ambele aflate sub suzeranitate otomană) în toamna anului 1885. Aceasta a fost coordonată de Comitetul Central Secret Revoluționar Bulgar⁠(en)[traduceți] (CCSRB). Unificarea a avut loc în contextul creat de o răscoală în Rumelia Orientală și lovitura de stat militară sprijinită de principele Alexandru I.

## Contextul
Al Zecelea Război Ruso-Turc a luat sfârșit prin semnarea tratatului preliminar de la San Stefano, prin care se luau mari teritorii din Imperiul Otoman. Bulgaria reapărea pe harta Europei după 482 de dominație străină, deși doar ca principat sub suzeranitate otomană.
Diplomații ruși știau că Bulgaria nu va rămâne în aceste frontiere multă vreme — pacea de la San Stefano a fost denumită „preliminară” chiar de către ruși. Congresul de la Berlin a început la 13 iunie S.V. 1 iunie și s-a încheiat la 13 iulie S.V. 1 iulie cu semnarea tratatului de la Berlin prin care frontierele statului bulgar autonom erau limitate de Dunăre și Munții Balcani. Zona dintre Munții Balcani, Munții Rila și Munții Rodopi a devenit o provincie autonomă otomană denumită Rumelia Orientală. Separarea sudului Bulgariei într-o regiune administrativă diferită a fost o garanție împotriva temerilor Regatului Unit și Austro-Ungariei că Bulgaria nu va dobândi ieșire la Marea Egee, ceea ce însemna că Rusia nu căpăta acces direct la Marea Mediterană.
O a treia porțiune a Bulgariei tratatului de la San Stefano — Macedonia — nu a avut nici măcar ocazia de a avea această libertate limitată, ea rămânând în granițele imperiului ca și înainte de război.

## Organizarea
În aceste condiții, era natural ca bulgarii din Bulgaria, Rumelia Orientală și Macedonia să-și dorească unitatea națională. Prima tentativă s-a făcut în 1880. Noul prim ministru britanic, William Ewart Gladstone (care susținuse ferm cauza bulgarilor în trecut) le-a dat politicienilor bulgari speranțe că politica britanică în chestiunea orientală se va schimba și că va susține o unire. Din păcate, schimbarea de guvern nu a adus și o schimbare a intereselor Regatului Unit. În plus, a apărut perspectiva unui posibil conflict între Imperiul Otoman pe de o parte și Grecia și Muntenegru pe de altă parte.
Activiștii unioniști din Rumelia Orientală l-au trimis pe Stefan Panaretov⁠(bg)[traduceți], lector la Robert College⁠(en)[traduceți], să afle opinia britanică privind dorita unificare. Guvernul Gladstone nu a acceptat aceste planuri. S-a opus chiar și Rusia, care era angajată în respectarea cu strictețe a hotărârilor luate la Congresul de la Berlin, hotărâri pe care le considera extrem de favorabile. Între timp, tensiunile între Grecia și Imperiul Otoman s-au atenuat, ceea ce a făcut ca prima tentativă de unire să eșueze.
Pe la jumătatea lui 1885, majoritatea unioniștilor ce activau în Rumelia Orientală împărtășeau viziunea că pregătirea unei revoluții naționale în Macedonia trebuie amânată și că toate eforturile trebuie să se concentreze pe unirea Bulgariei cu Rumelia Orientală. Cneazul bulgar Alexandru I a fost și el atras de partea cauzei naționale. Relațiile sale cu Rusia se înrăutățiseră atât de mult încât țarul Rusiei și cercurile proruse din Bulgaria au cerut deschis abdicarea lui Alexandru. Tânărul cneaz considera că susținerea unirii este singura lui șansă de supraviețuire politică.

## Actul unirii
Acțiunile de unificare urmau inițial să fie declanșate la jumătatea lui septembrie, în timp ce miliția din Rumelia se mobiliza pentru manevre. Planul era ca unirea să fie anunțată la 27 septembrie S.V. 15 septembrie, dar la 14 septembrie S.V. 2 septembrie 1885 a izbucnit o răscoală la Panagiuriște (pe atunci în Rumelia Orientală), înăbușită în aceeași zi de forțele de ordine. Demonstranții cereau unirea cu Bulgaria. Puțin mai târziu, o revoltă similară a izbucnit și în satul Goleamo Konare. Acolo s-a format o brigadă înarmată, condusă de Prodan Tișkov (cunoscut sub porecla Ceardafon⁠(bg)[traduceți]) — liderul local al CCSRB. Reprezentanții Comitetului au fost trimiși în mai multe orașed in provincie, unde aveau sarcina de a aduna grupuri de rebeli pe care să le trimită la Plovdiv, capitala Rumeliei Orientale, unde urmau să fie puse sub comanda maiorului Danail Nikolaev⁠(bg)[traduceți].

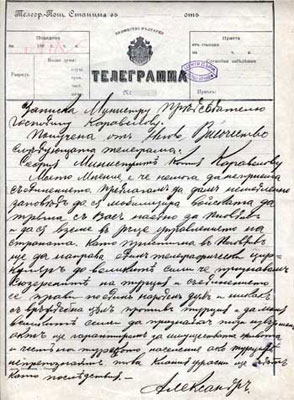
Telegrama guvernului provizoriu din Plovdiv către cneazul Alexandru I prin care se proclama unificare Bulgariei

Între timp, la marginea Plovdivului se efectuau manevre militare. Maiorul Danail Nikolaev, care le conducea, știa de acțiunile unioniștilor și le susținea. La 18 septembrie S.V. 6 septembrie 1885, miliția Rumeliei (armata provinciei) împreună cu grupările unioniste înarmate au pătruns în Plovdiv și au ocupat reședința guvernatorului Gavril Krastevici⁠(bg)[traduceți], unionist bulgar care nu a opus nicio rezistență.
S-a format imediat un guvern provizoriu, condus de Gheorghi Stranski. Maiorul Danail Nikolaev a fost numit comandant al forțelor armate. Cu ajutorul ofițerilor ruși, el a creat planul strategic de apărare împotriva așteptatei intervenții otomane. În Rumelia Orientală s-a declarat mobilizarea.
Imediat după ce a preluat puterea, guvernul provizoriu a transmis o telegramă, prin care cerea cneazului să accepte unirea. La 20 septembrie S.V. 8 septembrie 1885, Alexandru I a răspuns cu un manifest special. A doua zi, însoțit de primul ministru Petko Karavelov⁠(en)[traduceți] și de președintele parlamentului Stefan Stambolov⁠(en)[traduceți], cneazul Alexandru I a intrat în capitala fostei Rumelii Orientale. Acest gest a confirmat acțiunile unioniștilor ca fapt împlinit. Dificultățile privind eforturile diplomatice de recunoaștere și privind apărarea militară a unirii abia începeau.

## Reacții
În anii de după Congresul de la Berlin, guvernul de la Sankt Petersburg își exprimase adesea opinia că înființarea provinciei Rumelia Orientală în sudul Bulgariei este o împărțire nenaturală și că va avea viață scurtă. Rusia știa că unirea avea să vină fără îndoială în curând și luase importante măsuri pentru pregătirea ei. În primul rând, Rusia exercitase (cu succes) presiuni diplomatice asupra Imperiului Otoman, pe care l-a constrâns să nu trimită trupe în Rumelia Orientală. În 1881, printr-un protocol special, creat după reînființarea Ligii celor Trei Împărați, s-a punctat faptul că Austro-Ungaria și Germania ar susține și ele o eventuală unire a bulgarilor.

### Rusia
În ciuda așteptărilor, Rusia nu a susținut Actul de la 6 Septembrie, din cauza conflictului deschis cu cneazul Alexandru I. Rusia dorea să-și conserve influența în Bulgaria și se temea să o piardă pe măsură ce statul se întărește cu Alexandru I pe tron. Ca urmare, Rusia a ordonat tuturor ofițerilor să părăsească Bulgaria și a propus să se țină o conferință oficială la Constantinopol, în care să se sancționeze încălcarea status quo-ului de la Berlin.

### Regatul Unit
La început, cercurile politice din jurul guvernului de la Londra credeau că în spatele acțiunii bulgarilor stătea o puternică susținere de la Petersburg. După ce și-au dat seama cum stau lucrurile, și după ce s-a anunțat poziția oficială a Rusiei, Regatul Unit a susținut cauza bulgară, dar numai în condițiile începerii negocierilor bulgaro-otomane.

### Austro-Ungaria
Poziția Austro-Ungariei a fost determinată de politica sa față de Serbia. Într-un tratat secret din 1881, Austro-Ungaria acceptase „dreptul” Serbiei de a se extinde către Macedonia. Scopul Austro-Ungariei era de a dobândi influență în Serbia, direcționând în același timp apetitul expansionist al sârbilor către sud în loc de nord și nord-vest. Austro-Ungaria se opusese întotdeauna înființări în Balcani a unui mare stat slav, așa cum ar fi devenit Bulgaria astfel.

### Franța și Germania
Ele au sprijinit propunerea Rusiei de a organiza o conferință internațională în capitala otomană.

### Imperiul Otoman
Abia după ce unirea se înfăptuise, au mai trecut trei zile până ca guvernul de la Constantinopol să conștientizeze ce se întâmplase. A apărut atunci o nouă problemă: conform tratatului de la Berlin, Sultanul avea dreptul de a trimite trupe în Rumelia Orientală la cererea guvernatorului Rumeliei Orientale. Gavril Krastevici⁠(bg)[traduceți], guvernatorul de la acea vreme, nu a făcut nicio astfel de cerere. În același timp, Imperiul Otoman era avertizat pe un ton dur de la Londra și de la Sankt Petersburg să nu efectueze nicio astfel de acțiune și să aștepte hotărârea conferinței internaționale.

### Serbia și Grecia
Unirea dintre Bulgaria și Rumelia Orientală a făcut din Bulgaria de facto cel mai mare stat din Balcani la acea vreme, fapt pe care mai multe țări vecine nu-l puteau accepta. Atena a cerut imediat compensații teritoriale și a amenințat cu acțiuni militare. În toată Grecia au existat demonstrații ale civililor care cereau guvernului să declare război Bulgariei. Intervenția guvernului britanic a contribuit la calmarea spiritelor. 
Poziția Serbiei era similară cu cea a Greciei. Sârbii au cerut compensații teritoriale considerabile de-a lungul întregii frontiere vestice a Bulgariei. Refuzați de Bulgaria, dar asigurați de susținerea Austro-Ungariei, regele Milan I a declarat război Bulgariei la 14 noiembrie S.V. 2 noiembrie 1885, război în care sârbii au fost învinși. Pacea de la București⁠(en)[traduceți] din februarie 1886 a cimentat recunoașterea internațională a unirii.